# Compétence collective
 (janvier 2012).
Si vous disposez d'ouvrages ou d'articles de référence ou si vous connaissez des sites web de qualité traitant du thème abordé ici, merci de compléter l'article en donnant les références utiles à sa vérifiabilité et en les liant à la section « Notes et références ».
 (décembre 2014).
- Si vous ne connaissez pas le sujet, laissez ce bandeau (vous pouvez alors contacter les auteurs).
- Si vous supprimez le contenu mis en cause (vous pouvez préalablement contacter les auteurs),

argumentez précisément cette suppression dans la page de discussion
(un manque de référence n'est pas un argument ; une recherche réelle de référence doit avoir été effectuée, être formellement documentée).
La compétence est collective et plus seulement individuelle quand elle est partagée dans un groupe culturel. Il se crée un espace à deux dimensions : l'ensemble des intéressés dans un domaine et l'ensemble de motifs comportementaux, motifs qu'il reste à élucider pour ceux qui apprennent quelque chose, pour eux-mêmes ou à d'autres. Ces règles ou raisons conduisent à des décisions particulières, par exemple une série donnée de réponses à un test. Ceci permet de mesurer expérimentalement les positions prises dans un espace d'apprentissage.
On mesure, dans un questionnaire à choix multiples (QCM) suffisamment cohérent par le sujet et par la population représentée (environ 400 questions et 400 répondants pour obtenir une bonne fiabilité), la quantité relative de réponses choisies par les effectifs de chaque tranche d'habileté. Ces mesures permettent de tracer une courbe pour chaque distracteur. C'est le graphe des strates de compétence collective tracé pour une question à choix multiples (QCM).
Même une réponse fausse, si elle a des répondants, peut avoir un motif, une raison particulière. L'absence de raison, l'ignorance pure et simple, prévaut quand les répondants divergent dans le reste de leurs choix (ils répondent au hasard). Par contre, dès que le moindre motif déterminé surgit, il y a une distinction qu'ils aperçoivent mieux que ne font les autres, qui ont répondu autrement. Leur niveau d'habileté augmente, la strate devient significative. Ceux qui partagent le plus grand nombre de réactions identiques sont considérés comme les plus habiles : ils doivent avoir des motifs parallèles, cohérents. L'interprétation des choix qui par là se montrent les plus significatifs permet de décrire une compétence collective.

## Exemple de graphe
Soit la question à choix multiples : « On ne peut pas vraiment dire que c’est un air archi-connu / archiconnu / archi connu.» Peut-on écrire archi comme un mot distinct, sans l’attacher à un autre mot? Mais si on doit l’attacher, est-ce par un trait d’union ou plus étroitement, pour n’avoir qu’un seul mot?
ARCHI- est un préfixe, c’est-à-dire un mot grammatical qui prend place au début d’un mot lexical pour ajouter à la racine qui suit un élément de sens. Il ne faudrait donc pas le laisser entre deux espaces mais l’unir, étroitement, au mot dans la composition duquel il est entré (archiduc, archiduché, archiducal). L’union est si étroite que le i peut disparaître (archévêque).
Le sens ajouté est « supériorité insurpassable». Or, ce sens, avec les qualificatifs et les participes (archi lent, archi simple) s’est révélé tout à coup très prolifique. On l’a mis partout, et cela avec une telle facilité qu’il devenait inutile de faire chaque fois un mot lexical nouveau. Le préfixe était devenu mot grammatical, morphème intensif (si lent, trop lent). La question posée par archi-connu / archi connu se pose donc actuellement comme suit : faut-il voir dans le préfixe un élément qui entre dans le noyau lexical ou bien un morphème qui s’y ajoute? Dans le premier cas seulement on opterait pour le trait d’union.
Il y a une règle selon laquelle archi + qualifiant ou participe prend le trait d’union. Elle confirme la distinction à faire. L’usage n’en est pas moins hésitant.
```
┌──────────────────────────────────────────────────────────────────────────────┐
│question 10087  Lot FRbr0A   Cycle 101 │100 %│              ·                 │
│                                       │     │              ·                 │
│rép.  %     niveau    discr.  fiabilité│     │              ·      +++444444  │
│3     09      5.20      0.28      0.88 │     │              · 44444444        │
│1*    33      0.80      0.27      0.96 │     │         +++4444          2222  │
│2     29     -1.89      0.29      0.96 │     │       44444  ·      22222      │
│4     21     -5.01      0.29      0.94 │     │  ++444       ·    22           │
│+     01     -5.34      0.29      0.50 │     │4444          22222          1  │
│-     07      0.00      0.00      0.86 │     │            22·         11111   │
│───────────────────────────────────────┤     │       22222  ·      111        │
│C'est un exemple arch__onnu.           │50 % │····222·········11111·········  │
│1)  i-c                                │     │  22          11                │
│2)  i c                                │     │22       11111·                 │
│3)  (1 ou 2, au choix)                 │     │       11     ·              3  │
│4)  ic                                 │     │  11111       ·         33333   │
│                                       │     │11            ·    33333        │
│                                       │     │              33333             │
│                                       │     │       3333333·                 │
│                                       │     │3333333       ·                 │
│                                       │     │              ·                 │
│                                       │0    └──────────────────────────────  │
│                                       │    -3   -2   -1    0    1    2    3  │
```

### Sources et liens externes
- AUF (Agence universitaire de la francophonie)